# Agathelpis
Agathelpis é um género botânico pertencente à família Scrophulariaceae.

## Espécies
Apresenta oito espécies:
- Agathelpis adunca
- Agathelpis angustifolia
- Agathelpis brevifolia
- Agathelpis dubia
- Agathelpis mucronata
- Agathelpis nitida
- Agathelpis parviflora
- Agathelpis parvifolia